# Едуардо Саша
Едуардо Саша (порт. Eduardo Sasha, нар. 24 лютого 1992, Порту-Алегрі) — бразильський футболіст, нападник клубу «Ред Булл Брагантіно».
Виступав, зокрема, за клуб «Інтернасьйонал».
Чемпіон Бразилії. Володар Кубка Бразилії.

## Ігрова кар'єра
Народився 24 лютого 1992 року в місті Порту-Алегрі. Вихованець юнацьких команд футбольних клубів «Віторія» (Салвадор) та «Інтернасьйонал».
У дорослому футболі дебютував 2010 року виступами за команду «Інтернасьйонал», в якій провів два сезони, взявши участь у 2 матчах чемпіонату. 
Протягом 2012—2013 років захищав кольори клубу «Гояс».
Своєю грою за останню команду знову привернув увагу представників тренерського штабу клубу «Інтернасьйонал», до складу якого повернувся 2014 року. Цього разу відіграв за команду з Порту-Алегрі наступні три сезони своєї ігрової кар'єри. Більшість часу, проведеного у складі «Інтернасьйонала», був основним гравцем атакувальної ланки команди.
Згодом з 2018 по 2023 рік грав у складі команд «Сантус» та «Атлетіко Мінейру».
До складу клубу «Ред Булл Брагантіно» приєднався 2023 року. Станом на 18 січня 2024 року відіграв за команду з міста Браганса-Пауліста 48 матчів у національному чемпіонаті.

## Титули і досягнення
- Чемпіон Бразилії (1):

«Атлетіко Мінейру»: 2021
- Володар Кубка Бразилії (1):

«Атлетіко Мінейру»: 2021